# Hans Knauß
Hans Knauß (n. 9 februarie 1971, Schladming⁠(d), Stiria, Austria) este un schior alpin austriac, medaliat olimpic. A participat la 3 ediții ale Jocurilor Olimpice (1994, 1998, 2002) în care a câștigat o medalie de argint.